# 47-я авиадесантная бригада особого назначения
47-я авиадесантная бригада особого назначения (47-я адброн) — воинское соединение Военно-воздушных сил в РККА Вооружённых Сил Союза Советских Социалистических Республик.

## Предыстория
Появлению бригады предшествовала история развития авиадесантных подразделений военно-воздушных сил. 5 января 1932 года Революционный военный совет СССР обсудил вопрос «Об авиамотодесантном отряде Ленинградского военного округа». Принято решение о создании в 1932 году в Ленинградском, Украинском, Белорусском и Московском военных округах по одному штатному авиамотодесантному отряду. Численность отряда должна была составлять 144 человека.
11 декабря 1932 года Реввоенсовет СССР (далее РВС СССР) принял постановление о развёртывании на базе 3-го авиадесантного отряда Ленинградского военного округа авиадесантной бригады, задачами которой были также обучение инструкторов по воздушно-десантной подготовке и отработка оперативно-тактических нормативов. РВС СССР решил также сформировать к марту 1933 года по одному авиадесантному отряду в Белорусском, Украинском, Московском и Приволжском округах.
В 1933 году в БелВО формируется 2-й отряд (батальон) особого назначения.

## История
1936 год
На основе штатных и нештатных авиадесантных частей созданы авиадесантные бригады особого назначения в Киевском и Белорусском военных округах.
В Белорусском военном округе (далее БелВО) формируется 47-я авиадесантная бригада особого назначения в с. Боровское. Командиром бригады назначен А. Ф. Левашов.,,
Состав бригады: 1, 2, 3-й парашютный батальоны по 500 человек каждый и спецподразделения.
Сержантский и рядовой состав призывался на военную службу в соответствии с Законом «Об обязательной военной службе», утверждённом ЦИК и СНК СССР 13 августа 1930 года.
На вооружении воинов-парашютистов имелись парашюты советского производства ПЛ-1 (парашют лётчик) и ПТ-1 (парашют тренировочный) конструктора М. А. Савицкого, ПЛ-3 конструктора Н. А. Лобанова.
Сентябрь. На манёврах БелВО применён комбинированный воздушный десант. Вначале на парашютах десантировалась 47-я адброн. Затем была произведена высадка посадочным способом на аэродромы танков, артиллерийских орудий и другой боевой и транспортной техники. Общая оценка руководителей манёвров — командиры и штабы воздушно-десантных частей успешно справились с подготовкой войск к десантированию, управлению ими во время боя, после приземления. Зарубежные наблюдатели из Англии, Франции и Чехословакии дали высокую оценку действиям десантников.
В конце года был утверждён штат авиадесантной бригады ВВС Красной Армии, согласно которому в её составе имелся мотомеханизированный батальон — 189 человек, 6 45-мм пушек, 18 82-мм миномётов, 24 танка Т-37А, 9 бронеавтомобилей Д-8, 32 автомашины и 6 мотоциклов.
30 декабря. Приказом Наркома обороны введён в действие Временный полевой устав РККА 1936 (ПУ 36).
1938 год
Летом началось переформирование 47-й адброн в 214-ю воздушно-десантную бригаду с выводом из их состава Военно-воздушных сил и введением в состав Сухопутных войск.
10 июня из эскадрилий 47-й адброн на аэродроме Боровское (7 км юго-восточнее Починка/60 км юго-восточнее Смоленска), началось формирование 3-го тяжёлого бомбардировочного авиационного полка на самолётах ТБ-3.
26 июля 1938 года Белорусский военный округ переименован в Белорусский Особый военный округ.
Из остальных, наземных частей, подразделений 47-я адброн формируется 214-я воздушно-десантная бригада БелВО в г. Марьина Горка. Командиром бригады назначен А. Ф. Левашов.,,

## Подчинение
- Белорусский военный округ (1936—1938)

## Командование
- Командир бригады Алексей Фёдорович Левашов (1936 — …).[2]

## Состав
На 1936:
- Управление бригады в с. Боровское.[6],[2]
- 1-й парашютный батальон.[6]
- 2-й парашютный батальон.[6]
- 3-й парашютный батальон.[6]
- Спецподразделения.[6]
- Мотомеханизированный батальон (с конца 1936).[5]